# Torre aragonese di Pietrenere
La Torre aragonese di Pietrenere (Torre aragonesa de les Pedres Negres, en català), popularment coneguda com a Torre saracena (Torre sarraïna, en català), és una torre de guaita situada dalt d'un penya-segat de la Costa Viola, al municipi de Palmi (Calàbria, Itàlia). Construïda l'any 1565, antigament s'anomenava 'Torre di Pietrenere' (o 'Le Pietre Negre') per distingir-la de l'altra torre de guaita de Palmi, anomenada Torre di San Francesco, avui desapareguda. La torre està protegida per notificació de 16 d'agost de 1913 i, des de l'11 de setembre de 2011, forma part del conjunt del Parc Arqueològic de Tauriani 'Antonio De Salvo'.

## Història
L'any 1549 Palmi va ser destruïda pel pirata turc Turgut Reis. Arran d'aquesta devastació, el duc de Seminara Carlo II Spinelli, que l'any 1555 havia esdevingut senyor feudal de la ciutat, va decidir reconstruir la 'terra de Palma' i fortificar-la. Per això també va decidir construir dues torres de defensa. Una s'anomenava 'San Francesco', i estava situada a la localitat actualment anomenada Torre, i l'altre, construïda prop de l'Església de San Fantino, s'anomenava 'di Pietrenere', pel nom de la costa de sota.

## Descripció
La torre té una circumferència a la base d'uns 22 metres, una amplada de 8 metres, una alçada de 15 metres, i la porta d'entrada està situada a una alçada de 7 metres del terra, i dona a un habitació amb espitlleres a les parets perimetrals. Els materials utilitzats per construir-la són pedres i maons naturals. L'única finestra de la torre es troba al costat de terra, deixant el costat de mar sense obertures, de manera que les naus enemigues no poguessin veure cap llum a l'interior de la torre.